# Johan Falkenberg
Johan Christian Falkenberg (8 de outubro de 1901 – 13 de julho de 1963) foi um esgrimista norueguês que participou dos Jogos Olímpicos de Verão de 1924, de 1928 e de 1932, sob a bandeira da Noruega.